# Ambasada RP w Kuala Lumpur
Ambasada Rzeczypospolitej Polskiej w Kuala Lumpur (malajski Kedutaan Republik Poland di Kuala Lumpur, tagalski Embahada ng Republika ng Poland sa Kuala Lumpur) – polska misja dyplomatyczna w stolicy Malezji. Ambasada RP w Kuala Lumpur oprócz Malezji reprezentuje interesy Rzeczypospolitej Polskiej w Brunei.

## Historia
Rządy Polski i Malezji nawiązały stosunki dyplomatyczne 21 czerwca 1971. Zgodnie z zarządzeniem ministra spraw zagranicznych i ministra handlu zagranicznego z 29 kwietnia 1972 w sprawie utworzenia w Kuala Lumpur Biura Radcy Handlowego w drugiej połowie 1972 została otwarta placówka handlowa, podniesiona w 1973 do rangi ambasady.
Od grudnia 1971 do listopada 1978 w Malezji akredytowani byli ambasadorzy PRL w Indonezji, z siedzibą w Dżakarcie. 23 listopada 1978 złożył listy uwierzytelniające pierwszy ambasador PRL w Malezji, z siedzibą w Kuala Lumpur. 24 sierpnia 1982 zawieszona została działalność pionu politycznego ambasady. Funkcję chargé d’affaires a.i. objął radca handlowy. Działalność pionu politycznego ambasady została przywrócona w 1985.
W Polsce początkowo byli akredytowani ambasadorzy Malezji w ZSRR, z siedzibą w Moskwie. Od 4 listopada 1977 działa Ambasada Malezji w Warszawie. W związku z utworzeniem w 2 stycznia 2018 Ambasady RP w Manili, Ambasada w Kuala Lumpur przestała być akredytowana na Filipiny.
W Kuala Lumpur funkcjonuje także Zagraniczne Biuro Handlowe Polskiej Agencji Inwestycji i Handlu.

## Struktura
W skład placówki wchodzą:
- Referat Polityczno–Ekonomiczny,
- Referat Konsularny
- Referat Administracyjno-Finansowy
- Attachat Obrony

Okręg konsularny obejmuje Malezję oraz Brunei.

### Konsulaty honorowe
Ambasadzie w Kuala Lumpur podlegają konsulaty honorowe:
- Konsulat Honorowy RP w Bandar Seri Begawan, Brunei (wakat)

- Konsulat Honorowy RP w Kuching, Malezja (konsul honorowy: Raziah Mahmud-Geneid)
- Konsulat Honorowy RP w Georgtown, Malezja (konsul honorowy: Datuk Suppiah Manikam)